# Antiche Mura (Belforte del Chienti)

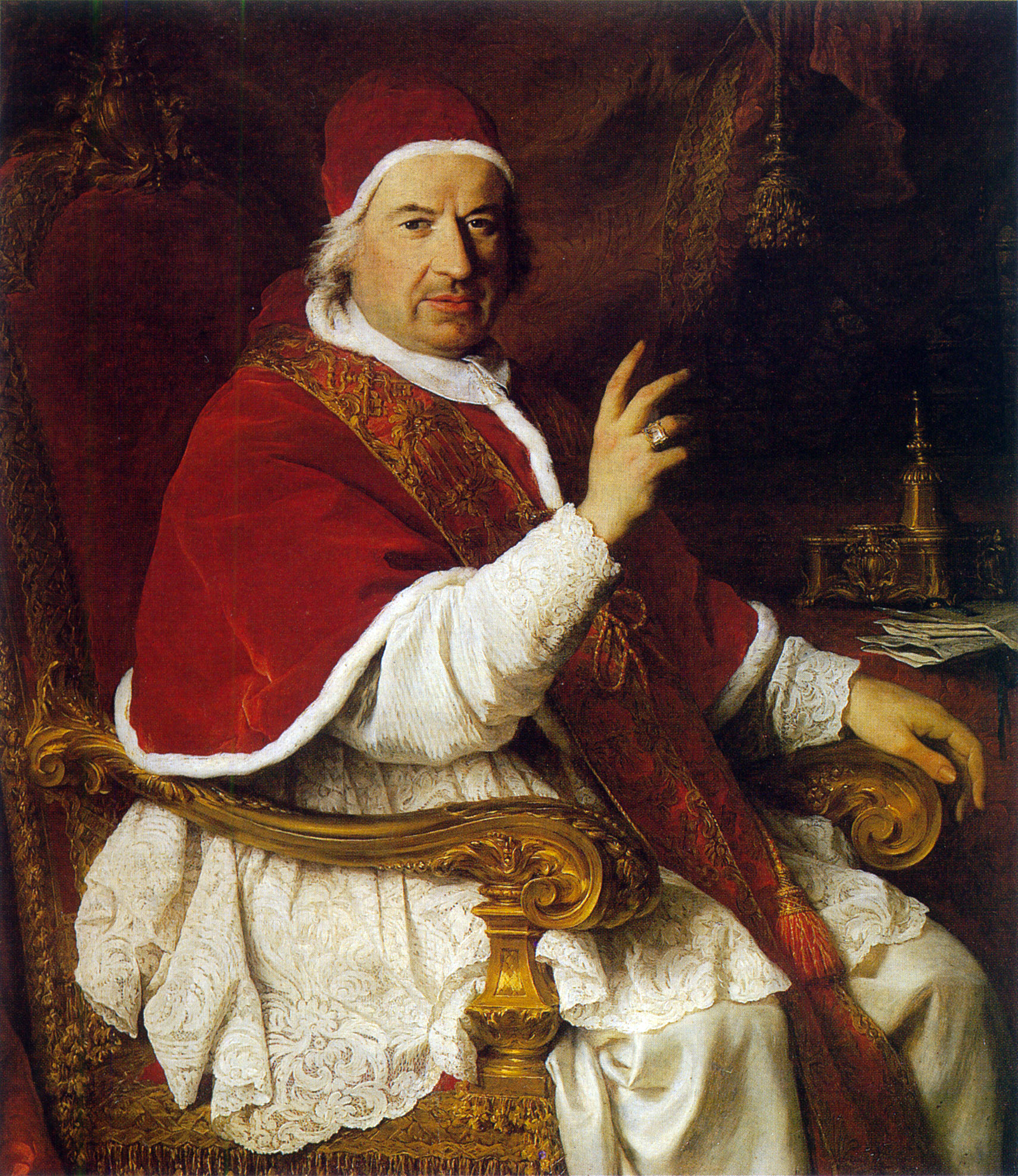
Papa Benedetto XIV

Le Antiche Mura di Belforte del Chienti sono una cinta muraria risalente alla seconda metà dell'XI secolo che cingono quasi ininterrottamente il centro storico del paese.

## Storia

### Il castello e le sue mura
Belforte del Chienti è costruita sui resti di un castello e cinta quasi interamente da mura. La località è posta sulla sommità di una collina che domina la strada adiacente al fiume Chienti. Le prime notizie del fortilizio risalgono a un documento del 10 ottobre del 1207 in cui il console Riccomanno, (nel paese è ancora presente una via a lui intitolata) insieme agli uomini del castello, si sottomette al podestà di Camerino Tebaldo. Un altro documento attesta che già nel 1218 esisteva una chiesa dedicata a Santo Eustachio, il santo patrono del paese.
Le mura medioevali, così come sono arrivate fino a noi, sono alte dai 4 agli 8 metri, risultano edificate con pietra del luogo poco rifinita, a file alternate di pietre e mattoni, nella parte più antica sono presenti anche ciottoli di fiume. I loro torrioni ormai non esistono più, ma nella parte est si vedono ancora gli archi di rafforzamento e di contenimento della parte di mura sovrastante e alcuni contrafforti. Tutta la cinta muraria copre la lunghezza di circa un chilometro e delimita l’intero centro storico ad eccezione della piccola chiesa di San Sebastiano, costruita fuori delle mura nord-est, ora adibita a Museo Dinamico di Arte Moderna.

### Riadattamenti e restauri
Nei secoli, le mura castellane hanno subito riadattamenti che hanno permesso loro di conservare la solidità necessaria a mantenere la stabilità della collina e la protezione del luogo dagli assalitori che conquistandolo si potevano garantire un importante punto di controllo della strada sottostante. Oltre a queste opere di mantenimento ordinario ci sono stati due importanti e documentati restauri. Il primo conclusosi nel 1742, operato a seguito del forte terremoto del 1741 che aveva gravemente danneggiato la strada sottostante, mettendo a rischio la tenuta delle mura di levante. Papa Benedetto XIV (1740-1758) fece stanziare la somma di 100.000 scudi per mettere in sicurezza le varie località della Marca, al tempo territorio dello Stato Pontificio, colpite dal sisma. Ai piedi della collina di Belforte fu così innalzato un muro tuttora esistente a ripristino della strada e a sostegno delle mura sovrastanti. Alla fine dei lavori fu posta una lapide di ringraziamento al Papa che aveva provveduto celermente alla realizzazione dell’opera. La lapide era sovrastata dallo stemma, l’arme, di Papa Benedetto XIV. Questo particolare diede il nome alla strada, che fu chiamata: Via dell’Arme. L’insegna è ora custodita nella Sala degli Stemmi del Municipio. Il secondo restauro risale ai primi anni ‘80 del 1900 quando l’amministrazione guidata dal sindaco Giuseppe Meschini e dal vicesindaco Elio Carfagna mise mano a diverse opere di restauro del centro storico, fra cui il rafforzamento delle mura e la riparazione di Porta Romana.

### La difesa del castello
In molti momenti le mura hanno svolto la loro opera di difesa, in particolare fra il giugno e il luglio del 1442, quando le truppe del Piccinino, al servizio di papa Eugenio IV e provenienti dall’Umbria con il compito di riconquistare la Marca occupata pochi anni prima da Francesco Sforza, furono fermate per ben venti giorni dagli assediati dentro le mura del castello di Belforte. Gli uomini dello Sforza e i Belfortesi si arresero solo per sete, quando un ufficiale del Piccinino, Cristoforo Mauruzi, scoprì la conduttura che portava l’acqua al paese e la fece rompere in più punti. Era il 6 luglio 1442.  Il poeta perugino Lorenzo Spirito Gualtieri (Perugia 1425-1496), al seguito del Piccinino, stese una cronaca in versi della campagna dal titolo: “Altro Marte ”. Con quarantacinque versi descriveva la discesa nella Marca dal passaggio a Todi alla presa di Belforte. Più di duecento anni dopo, la Marca era stata occupata dagli uomini di Napoleone che avevano sconfitto le truppe del Papa e avevano instaurato la Repubblica. Il 7 giugno 1799, verso Belforte, presidiato dalle truppe repubblicane, si diressero uomini dell’insorgente Vanni, della vicina Caldarola, per preparare l’attacco e riconquistare il paese e riportalo allo Stato pontificio. Questi, che ben conoscevano il luogo, aggirarono l’ostacolo delle mura e si appostarono lungo la via Santa Lucia. L’epilogo fu più semplice del previsto perché il generale repubblicano, appena arrivato in paese con i rinforzi, uscì dalle mura con alcuni suoi ufficiali per studiare il campo di battaglia. Gli insorgenti, ben appostati, uccisero alcuni e ne ferirono altri. Gli eventi che ne seguirono obbligarono i repubblicani alla ritirata.

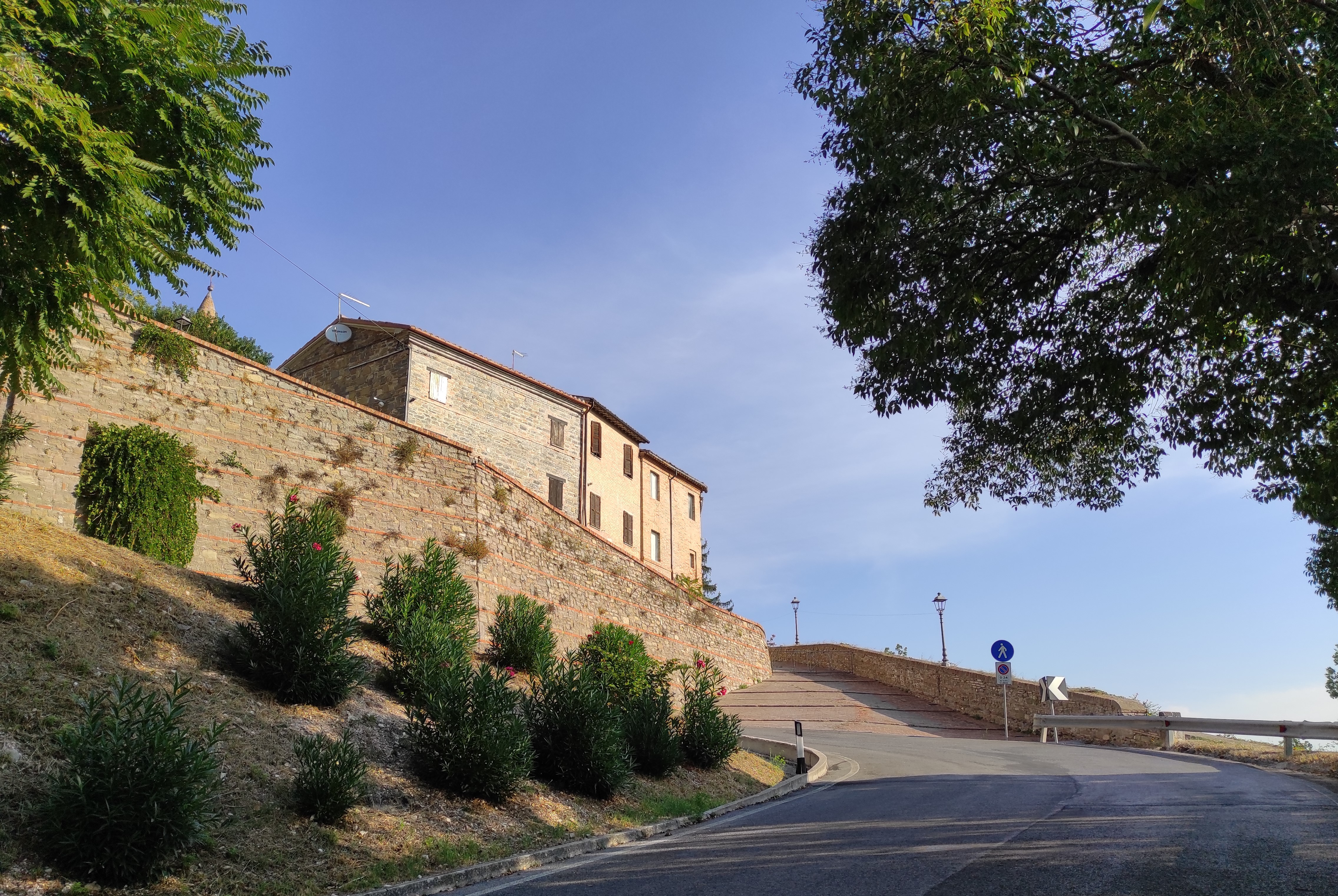
Apertura delle Mura in Via Riccomanno

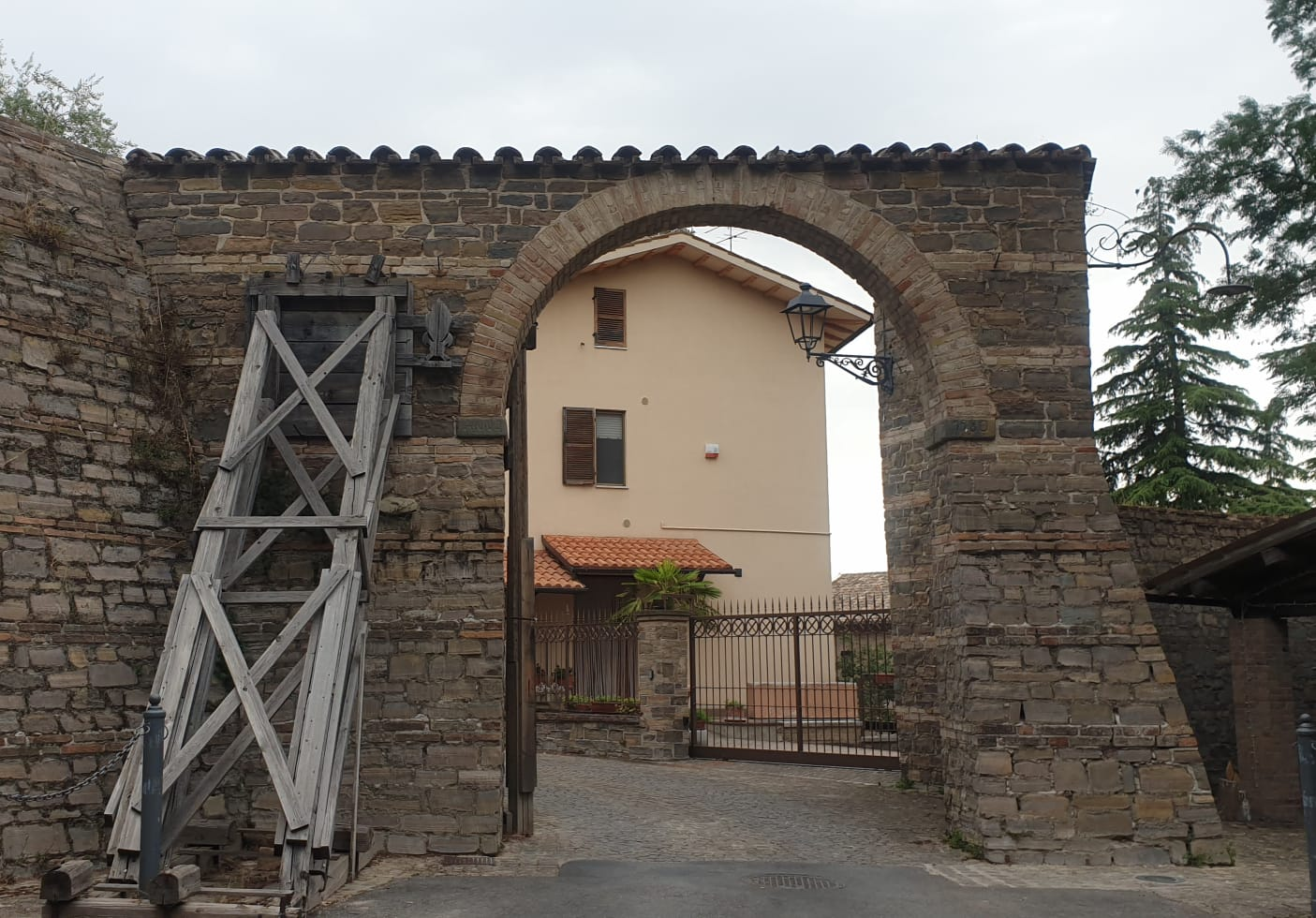
Porta Romana: ingresso nelle Antiche Mura

I versi di Lorenzo Spirito Gualtieri riferiti alla presa di Belforte, il 6 luglio 1442:
Levò el suo campo e in sul fiume si pose

Tra Montefalco e Gualdo in picciol piano.

Qui fece col pensier diverse cose

Disposto al tutto nella Marca entrare

E di mostrar le sue virtù famose.

Poi si levò più oltra a cavalcare

E alloggiò fra Foligno e Sestino

Volendo el conte Francesco disfare.

Poi si levò e misesi in cammino;

A Serravalle fece alloggiamento

El capitan Nicolò Piccinino.

Mostrando sempre a crescer ardimento;

Con tutto el campo ne venne a Belforte

Facendo intorno assai provvedimento.

Furon quei dentro valorose scorte

Nelle armi difendendo in forme tali

Che al capitano assai ne furon morte.

E lì eran dentro a far guerra mortale

Duecento fanti e buon provisionate

Disposte a sostener ogni gran male. 

E sempre si vedean di fuori armate

De l’assaltar del campo con gran danno

Del capitano e de le sue brigate.»
Senza battaglia niuno giorno stanno

De l’assaltar del campo con gran danno

Nicolò Piccinino co’ suoi di fuore;

A ogni modo il volle a saccomanno.

Quivi principio fu d’assai dolore

Che nol porria comprender pochi versi,

Di fuor gli assalti spessi e i feritore.

Quivi fur piaghe assai aspre e diverse

Quivi molti sospir, quivi con pena

Giacomo Gaivano un occhio perse.

Ma per lo capitan, tanto se mena

Aspra la guerra e sì aspra e mortale 

Che quei di dentro difendono appena.

E conoscendo l’evidente male

E come di leggier sarian disfatte,

Perché difesa ormai poco la lor vale,

Al capitan si rendero a patte.

Al Papa promettendo vera fede

Pentuti essendo de le cose fatte.

Così Belforte, come che si vede,

Ebbe in principio el forte capitano

El quale al seguitar poi si provvede.”
Lorenzo Spirito Gualtieri, “Altro Marte”, Libro III, cap. 60- Vicenza 1489

### Le mura oggi
Anche attualmente le mura delimitano e proteggono da smottamenti gli edifici e permettono l’ingresso al paese con l’apertura della Porta Romana, al momento in attesa di riparazione dopo il terremoto del 2016. Al lato sinistro della porta si trova una fonte pubblica e a quello destro un ampio lavatoio. Alla sommità della cinta di sud est le mura sostengono la strada di uscita del paese formando una balaustra da cui si può vedere la sottostante vallata del Chienti e, in lontananza, la catena dei monti Sibillini. Le mura offrono la testimonianza di una storia antica e di una cura mai interrotta.

## Curiosità
Anticamente esisteva un ripido sentiero che dal sottostante Borgo San Giovanni portava diritto fin dentro il paese. Vi entrava attraverso una scivolosa strada scalinata ricoperta di ghiaia e sassi che si insinuava in un’apertura delle mura. Negli anni ’80, il passaggio fu reso più sicuro ricoprendolo di mattoni disposti a radi gradoni, il sentiero invece è andato quasi completamente in disuso. Le mura est e sud est sono caratterizzate da grandi cespi di capperi da sempre protetti dalla popolazione.